# Frank Esser
Frank Esser (né  le 5 septembre 1958 à Erkelenz) est un dirigeant d'entreprise allemand, PDG de SFR de 2002 à mars 2012.

## Biographie
Frank Esser est diplômé d'une maîtrise en sciences économiques, Finances et Informatique de Fribourg et Cologne et d'un doctorat d'économie de Cologne.
Frank Esser commence sa carrière comme professeur d'économie à l'Université de Cologne (1984-1988). Il intègre ensuite Mannesmann, où il devient successivement adjoint au directeur général (1988-1990), responsable du développement corporate (1990-1991), directeur général de Quickfunk (coentreprise entre Mannesmann et Motorola (1991-1994), senior director participation (1994-1996), directeur général adjoint (1996-2000).
Après le rachat de Mannesmann et son démantèlement par Vodafone, Frank Esser est choisi en septembre 2000 par le PDG de Vivendi, Jean-Marie Messier, comme directeur général du groupe Cegetel devenu SFR, dont il devient PDG en 2002. Il devient membre du directoire de Vivendi en avril 2005, mandat pour lequel il a reçu 2 507 510 € en 2010. À la tête de SFR pendant douze ans, longévité rare dans le secteur, Frank Esser assure l'absorption de Neuf.  En 2005, Frank Esser fit également face à l'affaire de l'entente entre opérateurs. Après l'arrivée au début de 2012 sur le marché de la téléphonie mobile des offres de Free Mobile, SFR perd 208 000 abonnés en six semaines et Frank Esser est licencié le 26 mars 2012.
Frank Esser est également le fondateur de la Fondation SFR pour l'égalité des chances.
Il fréquente Le Siècle (un cercle de réflexion des patrons français) et il siège également au comité exécutif du Medef depuis février 2009.
Marié, père de deux enfants, il est reconnu et apprécié de ses équipes par sa rigueur, son sérieux et ses qualités humaines.

## Mandats sociaux
- administrateur de Vodafone D2 (Allemagne) ;
- administrateur d'Arcor (Allemagne);
- membre du Conseil de surveillance de la Société Financière de Communication et du Multimedia ;
- membre du Conseil de surveillance de Maroc Telecom ;
- administrateur de Faurecia[6];
- membre du Conseil d’administration de Rentabiliweb, selon La Tribune[7] dès le 16 mai 2012, date de l’AGE de cette société spécialiste de la monétisation des audiences numériques et premier pure-player Internet à être agréé par la Banque de France ;
- membre du conseil d'administration de la GSM Association depuis février 2003 ;
- président de la Fédération française des télécoms ;
- membre du Conseil national du Numérique.